# Wygoda (rejon wileński)
Wygoda (lit. Vidugiris) – wieś na Litwie, w okręgu wileńskim, w rejonie wileńskim, w gminie Bezdany, przy linii kolejowej Nowa Wilejka – Turmont.

## Historia
W dwudziestoleciu międzywojennym zaścianek leżący w Polsce, w województwie wileńskim, w powiecie wileńsko-trockim, w gminie Niemenczyn. W 1931 miejscowość liczyła 17 mieszkańców, zamieszkałych w 2 budynkach.
Po II wojnie światowej w granicach Związku Sowieckiego. Od 1991 na niepodległej Litwie.